# Satte
Satte (幸手市?, Satte-shi) è una città giapponese della prefettura di Saitama.